# Goran Blažević
Goran Blažević soprannominato Šiljo (Spalato, 7 giugno 1986) è un ex calciatore croato, di ruolo portiere.

## Palmarès

### Club

#### Competizioni nazionali
- Coppa di Croazia: 1

Hajduk Spalato: 2012-2013